# Фаллон (округ)
Округ Фаллон (англ. Fallon County) располагается в штате Монтана, США. Официально образован в 1913 году. По состоянию на 2013 год, численность населения составляла 3 079 человек.

## География
По данным Бюро переписи США, общая площадь округа равняется 4 203,574 км2, из которых 4 198,394 км2 суша и 5,957 км2 или 0,100 % это водоёмы.

## Население
По данным переписи населения 2000 года в округе проживает 2 837 жителей в составе 1 140 домашних хозяйств и 803 семьи. Плотность населения составляет 1,00 человек на км2. На территории округа насчитывается 1 410 жилых строений, при плотности застройки менее 1,00-го строения на км2. Расовый состав населения: белые — 98,59 %, афроамериканцы — 0,14 %, коренные американцы (индейцы) — 0,32 %, азиаты — 0,35 %, гавайцы — 0,04 %, представители других рас — 0,11 %, представители двух или более рас — 0,46 %. Испаноязычные составляли 0,39 % населения независимо от расы.
В составе 32,10 % из общего числа домашних хозяйств проживают дети в возрасте до 18 лет, 60,50 % домашних хозяйств представляют собой супружеские пары проживающие вместе, 6,00 % домашних хозяйств представляют собой одиноких женщин без супруга, 29,50 % домашних хозяйств не имеют отношения к семьям, 26,60 % домашних хозяйств состоят из одного человека, 13,20 % домашних хозяйств состоят из престарелых (65 лет и старше), проживающих в одиночестве. Средний размер домашнего хозяйства составляет 2,45 человека, и средний размер семьи 2,96 человека.
Возрастной состав округа: 25,50 % моложе 18 лет, 6,20 % от 18 до 24, 25,50 % от 25 до 44, 24,80 % от 45 до 64 и 24,80 % от 65 и старше. Средний возраст жителя округа 41 лет. На каждые 100 женщин приходится 102,20 мужчин. На каждые 100 женщин старше 18 лет приходится 96,70 мужчин.
Средний доход на домохозяйство в округе составлял 29 944 USD, на семью — 38 636 USD. Среднестатистический заработок мужчины был 27 045 USD против 18 077 USD для женщины. Доход на душу населения составлял 16 014 USD. Около 9,50 % семей и 12,50 % общего населения находились ниже черты бедности, в том числе — 17,50 % молодежи (тех, кому ещё не исполнилось 18 лет) и 6,60 % тех, кому было уже больше 65 лет.